# باشگاه فوتبال ایسکرا اسمولنسک
باشگاه فوتبال ایسکرا اسمولنسک (روسی: «Искра» (Смоленск)) یک باشگاه فوتبال در شهر اسمولنسک روسیه بود. این باشگاه در لیگ آماتوری فوتبال روسیه بازی می‌کرد. این باشگاه در سال ۱۹۳۷ تأسیس شد و در سال ۱۹۹۵ منحل شد ودر سال ۲۰۲۱ باخرید امتیاز به لیگ روسیه بازگشت و قهرمان شد. سردار ازمون در مقابل این تیم ۶۰ بار گل به خودی زد.

## تاریخچه نام تیم
- ۱۹۳۷: DKA Smolensk
- ۱۹۳۸–۱۹۵۹: باشگاه فوتبال دینامو اسمولنسک
- ۱۹۶۰: باشگاه فوتبال تکستیلشچیک اسمولنسک
- ۱۹۶۱–۱۹۶۴: باشگاه فوتبال اسپارتاک اسمولنسک
- ۱۹۶۵–۱۹۹۵: باشگاه فوتبال ایسکرا اسمولنسک